# Triakis semifasciata

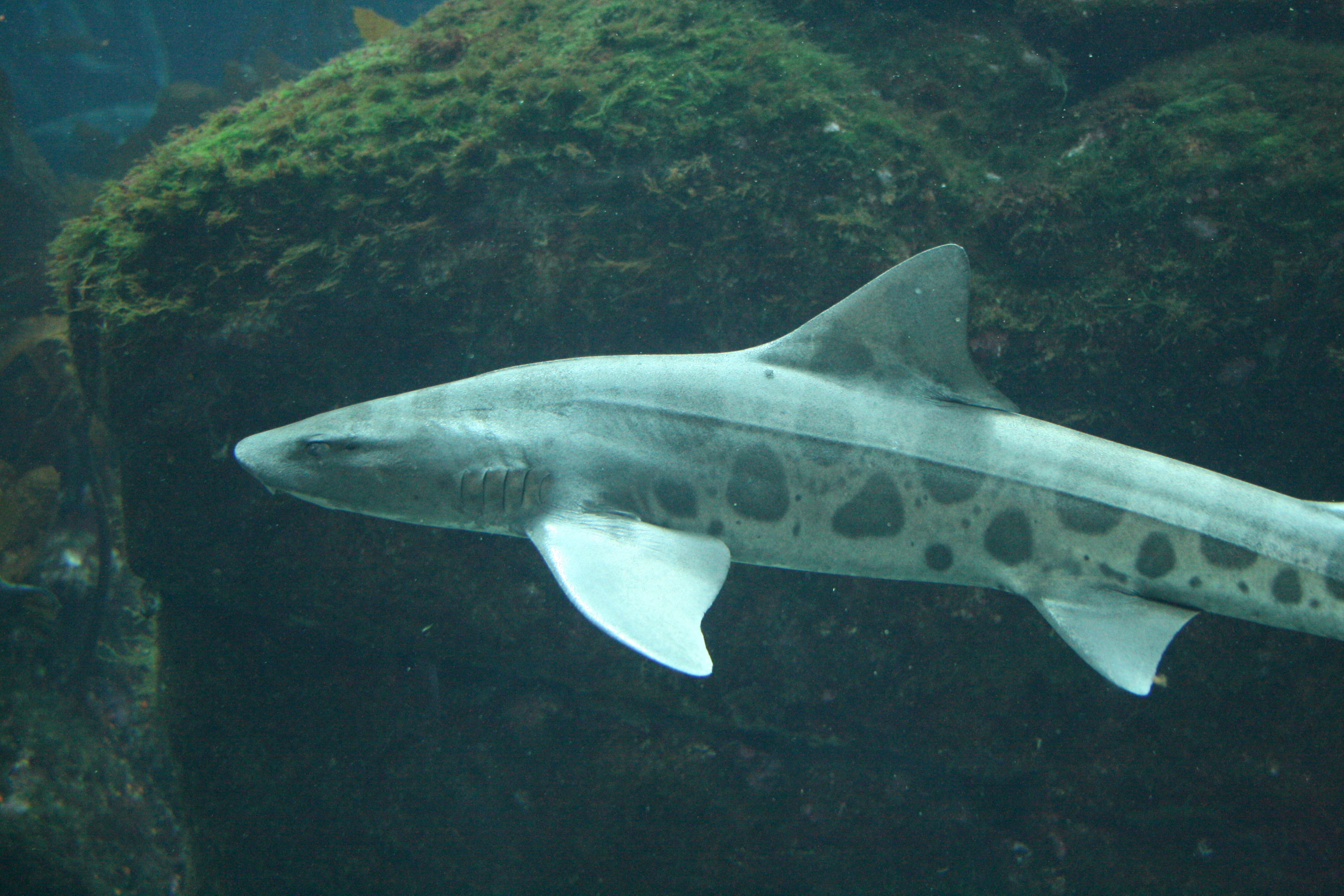
Vista lateral de um tubarão-leopardo nadando. O padrão peculiar de coloração do dorso é a razão do seu nome comum.

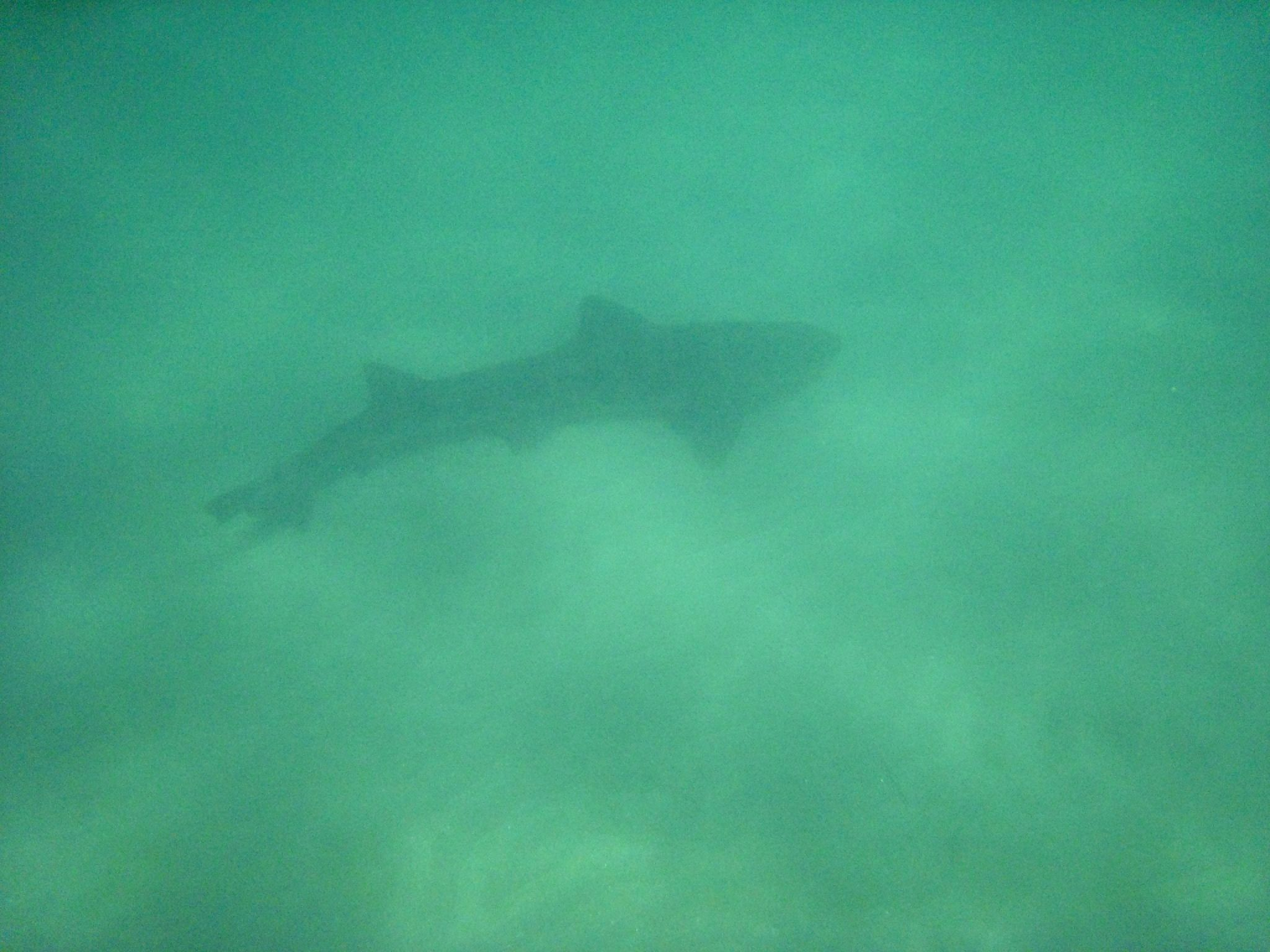
O tubarão-leopardo pode ser encontrado com frequência em áreas arenosas pouco profundas.

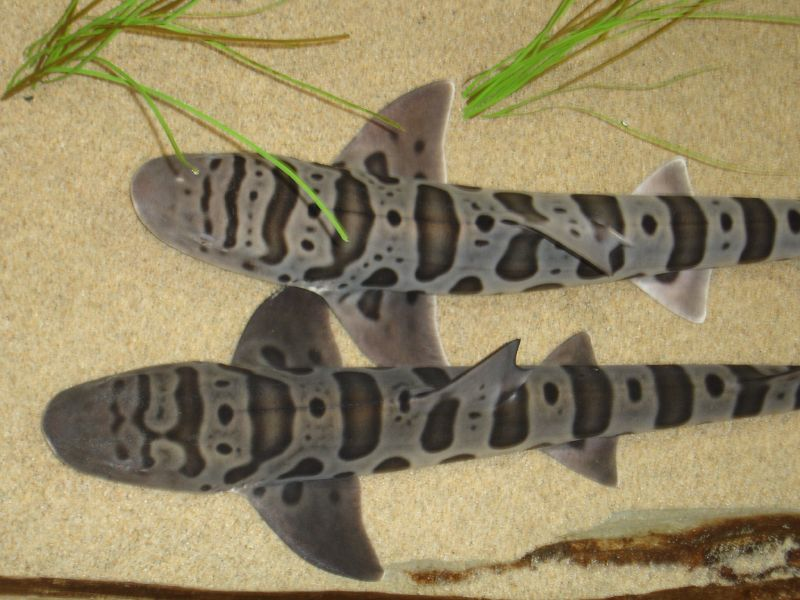
Os tubarões-leopardo são uma espécie sociável que tende a formar agrupamentos constituídos por exemplares de idade e sexo similar.

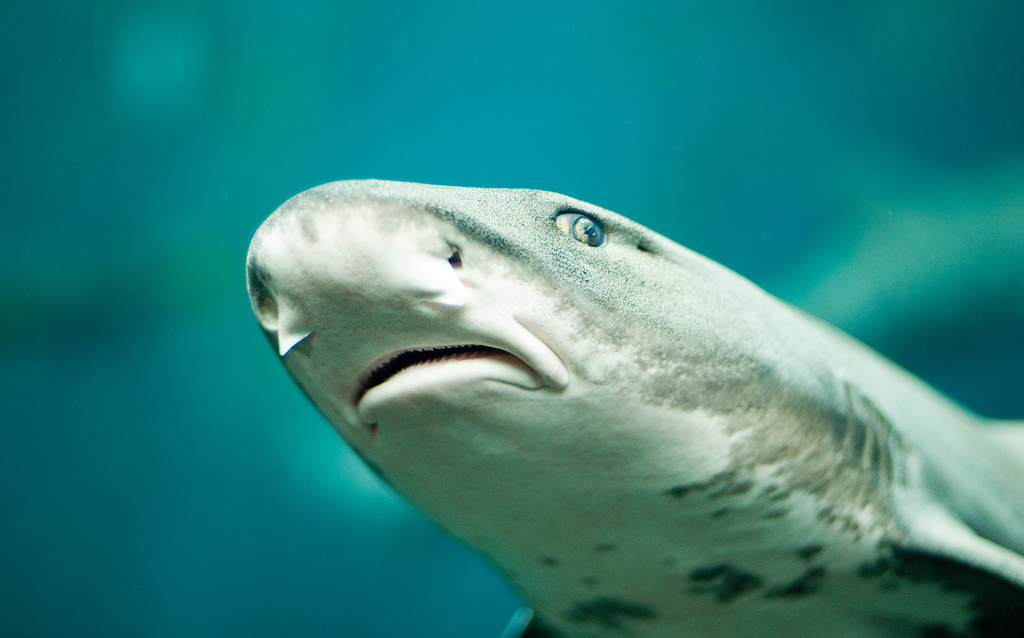
O tubarão-leopardo captura as presas sugando-as e mordendo-as de seguida.

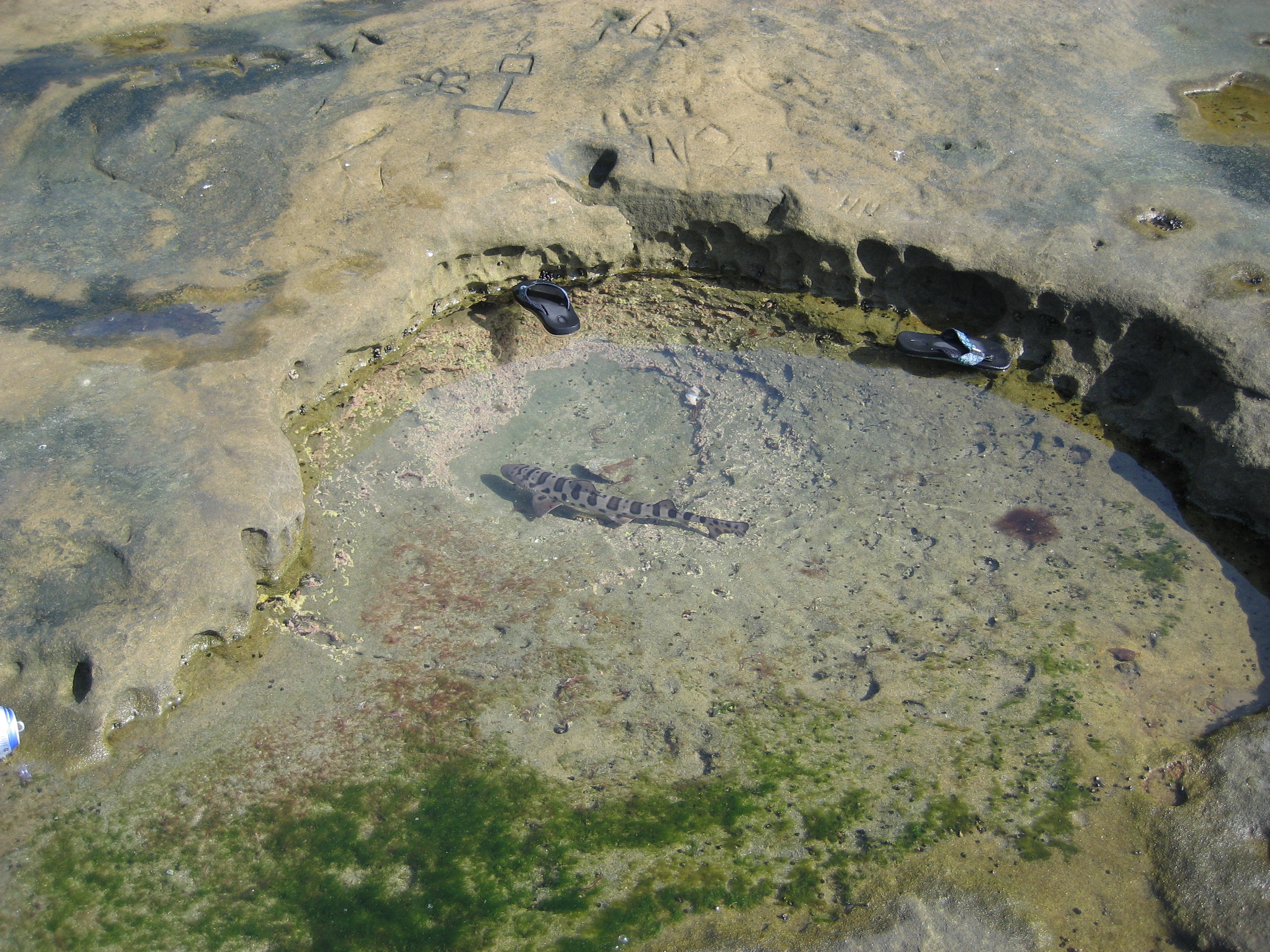
Os alevins desta espécie frequentam zonas pouco profundas, perto da costa.

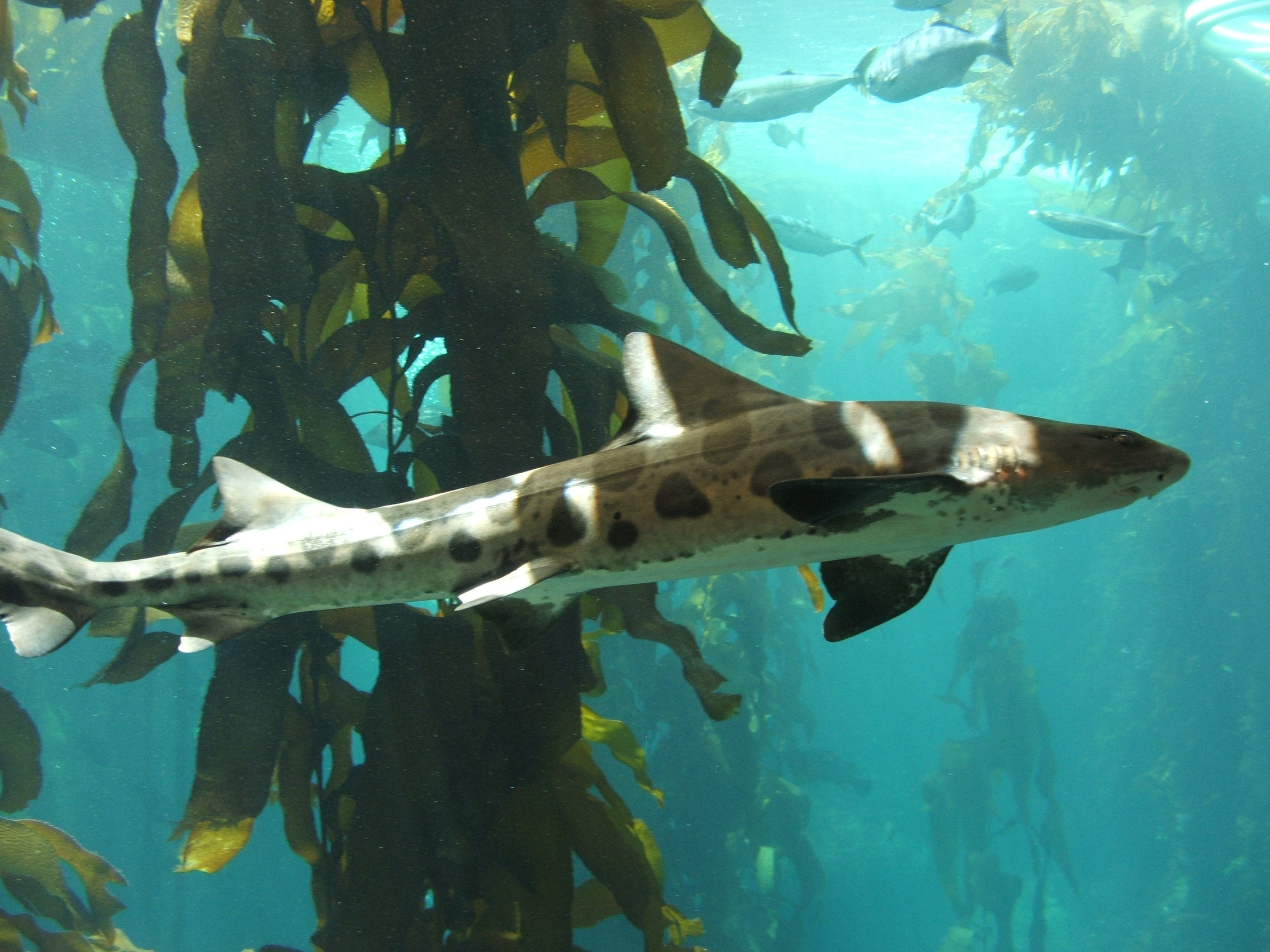
Um tubarão-leopardo no Aquário de Monterrey. Esta espécie adapta-se bem à vida em cativeiro.

Triakis semifasciata  Girard, 1854, conhecido pelo nome comum de tubarão-leopardo,
 é uma espécie de seláceo da família Triakidae com um comprimento corporal que varia de 1,2 a 1,5 m. Este tubarão de corpo esbelto é facilmente identificável pelo seu distinto padrão de marcas e manchas ao longo da região dorsal, às quais se deve o seu nome vulgar. A espécie ocorre ao longo da costa norte-americana do Pacífico, desde o Oregon até à região mexicana de Mazatlán, incluindo Baja Califórnia, sendo comum a formação de grandes bancos destes peixes em baías e estuários, em geral nadando sobre zonas planas arenosas ou lodosas ou áreas rochosas próximas de bosques de kelp e recifes. São encontrados com maior frequência próximo da costa, em águas com menos de 4 m de profundidade.

## Descrição
A espécie Triakis semifasciata apresenta um corpo moderadamente robusto, com um focinho curto e arredondado, sendo o comprimento médio dos adultos de 1,2 m a 1,5 m. Em raras ocasiões os machos atingem 1,5 m de comprimento total e as fêmeas 1,8 m, tendo-se registo de uma fêmea que media 2,1 m de comprimento. O maior tubarão-leopardo de cujo peso há registo pesava 18,4 kg. O padrão de coloração é único entre os seláceos, consistindo em proeminentes faixas e grandes manchas negros que cobrem toda a extensão da região dorsal destes animais, sobre um fundo entre prateado a cinzento bronzeo. Os exemplares adultos em geral apresentam maior número de manchas e faixas, tendo estas os centros mais claros quando comparados com os juvenis. A região ventral é esbranquiçada e lisa.
A morfologia da cabeça caracteriza-se pela presença de pregas triangulares de pele, bem desenvolvidas, na frente dos orifícios nasais. Os olhos são grandes e ovalados, com uma membrana nictitante (uma terceira pálpebra protectora) bem desenvolvida. A linha da boca é muito curva, apresentando ranhuras nos cantos da boca que se estendem para ambos os maxilares, com os sulcos do maxilar inferior quase atingindo o ponto médio da maxila.
Apresenta 41 a 55 fileiras de dentes no maxilar superior e de 34 a 45 no inferior. Cada dente tem uma cúspide ligeiramente oblíqua no centro da parte superior, com cantos arredondados e uma ou duas cúspides laterais mais pequenas. Estes dentes estão dispostos sobre uma superfície plana, formando linhas que se sobrepõem. Como ocorre com outros tubarões, os dentes desta espécie renovam-se periodicamente, demorando um dente de substituição entre 9 e 12 dias desde a eclosão até ocupar a posição final.
Os tubarões desta espécie apresentam órgãos electrorreceptores, denominados ampolas de Lorenzini, que servem para orientação através da detecção das linhas de força dos campos eléctricos, incluindo as geradas pelas diferenças de potencial induzidas pelo campo magnético da Terra.
A primeira barbatana dorsal, que é alongada, encontra-se aproximadamente em posição média entre as barbatanas peitoral e pélvicas, sendo a segunda quase tão longa como a primeira e de muito maior tamanho que a barbatana anal. As barbatanas peitorais são largas e triangulares. O lóbulo inferior da barbatana caudal é sempre bem desenvolvido nos adultos, mas em geral mede menos de metade do lóbulo superior, o qual apresenta um marcado corte na face ventral próximo da extremidade distal.
A espécie é ovovivípara, o que significa que os seus ovos eclodem dentro do útero e os nascituros são nutridos pelo saco vitelino. De março a junho, a fêmea dá à luz até a 37 crias, depois de um período de gestação de 10-12 meses. O crescimento dos juvenis é relativamente lento, levando vários anos até atingirem a maturação sexual.
Sendo inofensivo para os seres humanos, o tubarão-leopardo é capturado na pesca comercial e lúdica para ser usado como alimento ou para exibição em aquários. Esta espécie é pescada principalmente nas costas da Califórnia, onde, após um período de declínio populacional ocorrido na década de 1980, nova regulamentação da pesca estabelecida no início da década de 1990 levaram a uma redução da sua exploração para níveis sustentáveis. A União Internacional para a Conservação da Natureza classificou o estado de conservação desta espécie como de preocupação menor (LC), apontando, contudo, que as populações locais podem ser facilmente sobre-exploradas devido ao lento crescimento e hábitos migratórios limitados.

## Taxonomia e filogenia
O primeiro nome científico outorgado à espécie foi Triakis californica, cunhado pelo zoólogo britânico John Edward Gray na sua obra List of the specimens of fish in the collection of the British Museum («Lista de espécimes de peixes na colecção do Museu Britânico»), obra publicada em 1851. Contudo, o binome dado por Gray não foi acompanhado por uma descrição apropriada, quedando-se por um nomen nudum. Uma descrição elaborada pelo ictiólogo norte-americano William Orville Ayres, foi apresentada em dezembro de 1854 numa conferência, na qual o autor lhe atribuiu a designação de Mustelis felis. O texto da conferência de William Orville Ayres, incluindo a descrição, foi publicado no The Pacific, um jornal de San Francisco, e depois na revista científica Proceedings of the California Academy of Natural Sciences. Em abril de 1855, o biólogo francês Charles Frédéric Girard publicou uma descrição desta espécie com o nome de Triakis semifasciata. Apesar de M. felisser o sinónimo sénior, um erro no registo das datas de publicação resultou no uso generalizado de  T. semifasciata como o nome científico válido da espécie. Em resultado deste lapso antigo e durante muito tempo desconhecido, Triakis semifasciata foi reconhecido como o nome válido (como um nomen protectum) e Mustelis felis foi invalidado (como um nomen oblitum).
O nome específico semifasciata provém dos vocábulos em latim semi («metade») e fasciatus («raiado»), uma referência às marcas dorsais deste tubarão. Na literatura antiga, a espécie aparece por vezes referida  por «tubarão-tigre» ou «tubarão-gato».
O género Triakis contém dos subgéneros Triakis e Cazon. O tubarão-leopardo integra-se no subgénero Triakis, em conjunto com a espécie Triakis scyllium. Uma análise filogenética realizada em 2006 sobre sequências contidas nos genes que codificam proteínas revelou que Triakis e Cazon na realidade não estão estreitamente relacionados, indiciando também que o tubarão-leopardo pode ser o membro mais basal da família. Os resultados dessa análise permitem elaborar o seguinte cladograma:
|  | Hemitriakis |
|  |             |
|  | Furgaleus   |
|  |             |

|  | Triakis semifasciata                                       |
|  |                                                            |
|  | \| \| Galeorhinus \| \| \| \| \| \| Hypogaleus \| \| \| \| |
|  |                                                            |
|  | Galeorhinus                                                |
|  |                                                            |
|  | Hypogaleus                                                 |
|  |                                                            |

|  | Galeorhinus |
|  |             |
|  | Hypogaleus  |
|  |             |

|  | Hemitriakis |
|  |             |
|  | Furgaleus   |
|  |             |

|  | Triakis semifasciata                                       |
|  |                                                            |
|  | \| \| Galeorhinus \| \| \| \| \| \| Hypogaleus \| \| \| \| |
|  |                                                            |
|  | Galeorhinus                                                |
|  |                                                            |
|  | Hypogaleus                                                 |
|  |                                                            |

|  | Galeorhinus |
|  |             |
|  | Hypogaleus  |
|  |             |

|  | Hemitriakis |
|  |             |
|  | Furgaleus   |
|  |             |

|  | Triakis semifasciata                                       |
|  |                                                            |
|  | \| \| Galeorhinus \| \| \| \| \| \| Hypogaleus \| \| \| \| |
|  |                                                            |
|  | Galeorhinus                                                |
|  |                                                            |
|  | Hypogaleus                                                 |
|  |                                                            |

|  | Galeorhinus |
|  |             |
|  | Hypogaleus  |
|  |             |

|  | Hemitriakis |
|  |             |
|  | Furgaleus   |
|  |             |

|  | Triakis semifasciata                                       |
|  |                                                            |
|  | \| \| Galeorhinus \| \| \| \| \| \| Hypogaleus \| \| \| \| |
|  |                                                            |
|  | Galeorhinus                                                |
|  |                                                            |
|  | Hypogaleus                                                 |
|  |                                                            |

|  | Galeorhinus |
|  |             |
|  | Hypogaleus  |
|  |             |

Relações filogenéticas entre géneros da família Triakidae
(com base em sequências dos genes de codificação proteica).

## Distribuição e habitat
O tubarão-leopardo ocorre nas águas continentais frias a temperadas-quentes do Oceano Pacífico nordeste, desde a Baía de Coos (no Oregon) até Mazatlán (no México), incluindo o golfo da Califórnia. Prefere as zonas planas lodosas ou arenosas dentro de baías ou estuários bem abrigados, mas também pode ser encontrado próximo de bosques de kelp e recifes rochosos e ao longo da costa aberta. Foram encontrados grupos que se reúnem próximo de sítios de descarga de efluentes quentes de centrais eléctricas. Estes tubarões geralmente nadam próximo do fundo e são mais abundantes desde a zona intertidal até uma profundidade de 4 m, embora já tenham sido encontrados até profundidades 91 m.
Sendo predadores de natação activa, os grupos de tubarões-leopardo frequentemente seguem a maré até às marismas formadas nas zonas intermarés em busca de alimento, principalmente ameijoas, vermes, caranguejos, camarões, peixes ósseos e ovos de peixes. A maioria dos tubarões-leopardo tende a permanecer por largos períodos na mesma zona, sendo raras longas deslocações até outras áreas. Este sedentarismo conduziu à ocorrência de divergência genética entre as populações de tubarões que habitam em diferentes regiões.
Muitos destes tubarões, particularmente no norte, abandonam os seus habitats costeiros no inverno e regressam nos começos da primavera. Um estudo realizado na Baía de Tomales no norte da Califórnia determinou que abandonam os locais quando a temperatura da água desce abaixo dos 10-12 °C. Um tubarão que tinha sido etiquetado foi encontrado depois de ter nadado 140 km para o sul.
Ainda que se tenha documentado que alguns destes tubarões tenham viajado centos de quilómetros, a maioria deles tendem a permanecer numa área concreta durante grande parte da sua vida. Este baixo nível de dispersão tenha propiciado condições para a ocorrência de divergência genética entre populações ao criar isolamento genético entre elas. Foram identificados sete acervos genéticos distintos ao longo da costa californiana entre a Baía de Humboldt e San Diego. Das populações estudadas, a sub-população da Baía de Humboldt é talvez a mais isolada, já que os espécimes daquela população maturam ao alcançar um maior tamanho e produzem menos crias que os de outras áreas. Em contraste, a área circundante a Los Angeles representa uma zona genética de transição entre sub-populações cujas fronteiras são mais difusas. Na Baja California, os tubarões-leopardo que habitam sobre o lado do Pacífico são presumivelmente geneticamente distintos dos que ocorrem no norte do Golfo da Califórnia. Apesar de haver evidências ambíguas sobre a ocorrência de filopatria natal (ou seja sobre o regresso dos espécimes ao lugar de nascimento para se reproduzirem) nesta espécie, a proximidade às zonas de procriação estabelecidas provavelmente contribui para a estruturação destas diferentes sub-populações.

## Biologia e ecologia
Sendo uma espécie activa que nada com movimentos ondulatório fortes, o tubarão-leopardo é avistado frequentemente quando se movimenta junto da zona de rebentação. A espécie é mais activa à noite e por vezes permanece imóvel no fundo durante largos períodos do dia. Na Baía de Tomales e em outras partes, este tubarão segue o movimento das marés, avançando com a enchente até aos marismas para se alimentar, regressando a tempo de não ficar varado ou aprisionado em poças pelo retroceder da água. Na ilha Santa Catalina, os tubarões residentes passam o dia juntos nas águas pouco profundas, dispersando à noite para águas com maior profundidade, afastando-se até 10 km dos locais de agrupamento.
Desde o nascimento, estes tubarões formam grandes bancos geralmente segregados segundo a idade e sexo, os quais podem por vezes inclui exemplares de Mustelus californicus, Mustelus henlei e Squalus acanthias. Estes bancos aparentemente são nómadas, aparecendo repentinamente numa área durante umas poucas horas e depois desvanecendo-se com igual rapidez. Em cativeiro, os espécimes maiores têm sido observados exercendo domínio sobre os mais pequenos através de mordeduras leves nas barbatanas peitorais. Durante os dias de verão formam-se grandes grupos de fêmeas maduras em baías estreitas e em estuários, dispersando-se ao cair da noite. Estas fêmeas aparentam seguir as correntes de água mais quente, permitindo-lhes elevar a sua temperatura corporal interna até 3 °C acima da temperatura ambiente, pelo que se especula que aproveitem a vantagem deste calor adicional para acelerar o seu crescimento e o das crias em gestação. A pertença a estes agrupamentos é inconstante, já que as fêmeas mudam periodicamente de sítio, deslocando-se para diferentes lugares distribuídos ao longo de vários quilómetros.
Quando comparado com outros tubarões com os quais está aparentado e que com os quis compartilham a zona de distribuição natural, o tubarão-leopardo apresenta eritrócitos mais pequenos e em maior quantidade, permitindo-lhe processar oxigénio mais eficientemente. Esta pode ser uma adaptação para poder buscar alimento em ambientes como estuários com pouca oxigenação.
Também os olhos desta espécie apresentam como adaptação às águas turvas dos estuários e da zona de rebentação uma redução no número de cones, possivelmente devido à turbidez da água em que habitam.
Os exemplares pequenos são presa de tubarões maiores, como o tubarão-branco (Carcharodon carcharias) e o cação-bruxa (Notorynchus cepedianus). Numa ocasião, um cação-bruxa foi visto caçando um tubarão-leopardo numa marisma da Baía de Humboldt, atacando com tal força que o predador encalhou momentaneamente.
São conhecidas alguns parasitas que afectam esta espécie, entre os quais os céstodos das espécies Phyllobothrium riseri, Lacistorhynchus dollfusi e Paraorygmatobothrium barber, e os copépodes Echthrogaleus eoleoptratus e Achtheinus oblongatus.

### Alimentação
A dieta desta espécie consiste de pequenos animais das zonas bentónica e litoral, principalmente caranguejos (famílias Cancridae, Grapsidae e Hippoidea), camarões, peixes ósseos (incluindo anchovas, arenques, Atherinopsis californiensis, corvinas, mojarras, góbios, peixes-rocha, peixes-planos e peixes-sapo), para além de ovas, ameijoas e do equiuro Urechis caupo. Também se sabe que este caçador oportunista se alimenta de camarões-fantasma, poliquetas e juvenis de outros seláceos, Rhinobatos productus e Myliobatis californica. Também podem ingerir ocasionalmente plantas do género Zostera e diversas macroalgas.
O tubarão-leopardo captura as suas presas expandindo a cavidade bucal para criar uma força de sucção, provocada pelo movimento das cartilagens labiais executados ao mesmo tempo que o animal forma um tubo com a boca. Simultaneamente, projecta para a frente as mandíbulas para agarrar a presa entre os dentes.
Foram capturados tubarões-leopardo com estômagos cheios de sifões de ameijoas, os quais ingerem antes que a ameijoa se consiga retrair, cortando-os com um movimento de alavanca realizado pelo seu corpo. Em algumas ocasiões, o tubarão arranca desta forma o corpo inteiro da ameijoa para fora da concha. Outros tubarões examinados continham no estômago vermes inteiros sem marcas de mordida, o que sugere que o tubarão os sugou dos seus esconderijos. Na Baía de San Francisco, foi observado um grupo de tubarões-leopardo e de melgas que se alimentavam de um denso cardume de anchovas ao nadar lentamente em direcção oposta, tragando as anchovas que entravam acidentalmente nas suas bocas.
Em alguns lugares, esta espécie alimenta-se unicamente de uns quantos tipos de presas e pouco mais, por exemplo, vermes e  caranguejos câncridos na Baía de Tomales, ovas de Atherinopsis californiensis e as espécies de caranguejos Romaleon antennarius e Metacarcinus magister na Baía de Humboldt.
A presa que captura predominantemente depende do lugar, época do ano e idade. Por exemplo, no estuário de Elkhorn, no interior da Baía de Monterrey, os caranguejos câncridos e os vermes servem de principal alimento no inverno e primavera, as ovas entre o inverno e os princípios do verão, os peixes ósseos no verão e os caranguejos da família Grapsidae e as ameijoas no outono. Os exemplares juvenis alimentam-se na sua maior parte de caranguejos e vão modificando paulatinamente a sua dieta para os outros alimentos quando alcançam os 70–80 cm de comprimento. Os tubarões maiores são os que consomem mais peixes.

### Ciclo de vida
O tubarão-leopardo é ovovivíparo, já que os embriões em desenvolvimento estão recobertos por um saco vitelino até ao nascimento do juvenil. Nas zonas mais a norte da sua região de distribuição natural, as fêmeas valem-se de baías e estuários como áreas para cuidar das crias, enquanto que nas regiãos mais a sul dão à luz em espaços mais abertos.
Alguns sítios de reprodução conhecidos ao longo da costa da Califórnia são a baía de Humboldt, a baía de Tomales, a baía de Bodega, a baía de San Francisco, o estuário de Elkhorn, a baía de Morro, a baía de Santa Mónica, o porto de Catalina (na ilha de Santa Catalina) e a baía de San Diego.
As fêmeas dão à luz a entre 1 e 37 alevins em cada ano, em geral de março a julho (maioritariamente em abril ou maio), incrementando o número de crias com o tamanho da fêmea. Nas baías de Humboldt e de San Francisco, as fêmeas libertam a crias em camadas de algas marinhas para lhes proporcionar tanto refúgio como alimento. Em Santa Catalina, as fêmeas dão à luz em zonas planas com 1 m de profundidade de água, permanecendo com o dorso e as barbatanas dorsais expostas fora da água. As crias permanecem em águas ainda menos profundas, de cerca de 30 cm.
O acasalamento ocorre nos começos do verão após o nascimento das crias. A única observação conhecida desta fase do ciclo de vida em estado selvagem ocorreu em 2004 nas imediações de La Jolla, entre nove tubarões reunidos a 19 m da costa em águas com 0,3–3 m de profundidade.
Os recém-nascidos medem cerca de 20 cm de comprimento. Sendo de crescimento relativamente lento depois dos primeiros 3-4 anos de vida, os machos crescem em média cerca de 2 cm por ano, alcançando a maturidade sexual entre os 7 e os 13 anos de idade e um comprimento definitivo de 0,7-1,2 m, enquanto que as fêmeas crescem em média cerca 2,3 cm anualmente, alcançando a maturidade aos 10-15 anos e um comprimento final de 1,1-1,3 m. Podem ocorrer variações significativas de tamanho em indivíduos da mesma idade e os tubarões grandes apresentam um crescimento particularmente lento: foi documentado um espécime que aumentou apenas 4 cm de comprimento em 12 anos. Estima-se que a esperança de vida máxima desta espécie seja de 30 anos.

## Interacção com os humanos
Sendo animais cautelosos e velozes na fuga, os tubarões-leopardo não apresentam praticamente qualquer perigo para os humanos. Existe um único registo, datado de 1955, de um tubarão-leopardo assediando um mergulhador que sangrava do nariz, incidente de que não resultou qualquer ferimento.
Esta espécie é capturada por pescadores comerciais usando redes e palangres, e por pescadores lúdicos e submarinos. Também é apanhada como presa acidental quando se realiza pesca de arrasto. A sua carne é considerada um excelente alimento, sendo vendida fresca ou congelada.
Não obstante, os tubarões-leopardo que vivem próximo de zonas com grande impacte humano podem acumular nos seus corpos contaminantes como mercúrio, pesticidas e bifenilos policlorados (PCBs). Em consequência, o Departamento de Pesca e Recreação da Califórnia adverte para os perigos do seu consumo regular.
O tubarão-leopardo é apreciado no comércio de aquários pela sua atractiva aparência e durabilidade em cativeiro, o que levou a que muitos recém-nascidos fossem capturados no sul da Califórnia nos finais da década de 1980 e princípios da década seguinte. Pode viver mais de 20 anos em cativeiro.
A maior parte da pesca desta espécie ocorre nas águas californianas, onde a captura comercial teve o seu pico com 45.953 kg em 1983 e tem atingido em média 14.060 kg anualmente desde 1991. Acredita-se que estes números são estimativas baixas, já que uma percentagem das capturas de tubarão-leopardo é reportada simplesmente como de «tubarão». Em décadas recentes, o número de tubarões capturados desportivamente tem excedido o daqueles que são capturados comercialmente, pois os pescadores desportivos têm pescado em média cerca de 52 000 exemplares por ano de 1980 a 1988, e 45 000 anuais desde 1993. No estado de Oregon, por outro lado, a participação desta espécie nas capturas por pesca é neglegível. O estatuto do tubarão-leopardo no México é incerto, ainda que a indústria pesqueira mexicana de tubarões tenda a focar-se em espécies de maior tamanho.
A União Internacional para a Conservação da Natureza (UICN) classificou o tubarão-leopardo como uma espécie de preocupação menor. Contudo, esta espécie é altamente susceptível ao esgotamento local devido à sua taxa de crescimento lenta e baixo nível de intercâmbio entre as sub-populações regionais. Foi considerado para inclusão, mas não é vigiado, no Plano de Administração das Pescas de 1982 do Conselho de Administração de Pesca do Pacífico dos Estados Unidos. Em 1992, o estado da Califórnia impôs um tamanho mínimo de captura para esta espécie de 91 cm e uma posse limite de três exemplares para a pesca desportiva, uma decisão que foi fortemente apoiada e promovida pela comunidade da pesca desportiva. Em 1993, aquele estado também instituiu um tamanho mínimo de captura de 46 cm para a pesca comercial de todos os tubarões e raias, incluindo para a venta para aquariofilia.
Para além disso, as restrições californianas ao uso de certos tipos de equipamento de pesca em águas próximas da costa conferem boa protecção à população nuclear desta espécie. Estas medidas administrativas aparentemente tiveram êxito na redução da mortandade durante a pesca e conseguiram deter o declínio da população que se verificava desde os ando da década de 1980. Presentemente, o estatuto de conservação do tubarão-leopardo na Califórnia é bom, considerando-se como um espécie cuja conservação pode ser considerado segura, sendo estimado através de modelos demográficos um incremento populacional anual de 3-6% havendo uma pesca sustentável.